# 张师野
张师野，元朝官员，琅琊临沂人，参知政事張雄飛长子。
他宿卫东宫时，荆湖行省平章政事阿里海牙入觐，对宰相说，想要请示皇太子真金，要他为荆南总管，遭到其父张雄飞的固止。张雄飞回去对张师野说：“今日有人想要让你当外官，你宿卫日久，也应该应得官，但是我方为执政，天下必以为我偏私你，我一日不去此位，你等就不要想有官了。”